# Simulium shoae
Simulium shoae es una especie de insecto del género Simulium, familia Simuliidae, orden Diptera.
Fue descrita científicamente por Grenier & Ovazza, 1956.